# 乌胡穆杜·默罕默杜
乌胡穆杜·默罕默杜（法語：Ouhoumoudou Mahamadou，1954年—）是尼日尔争取民主与社会主义党政治人物，曾于2021年4月3日至2023年7月26日担任尼日尔总理，直至2023年在尼日尔政变中被罢黜。默罕默杜曾于1991年至1993年担任尼日尔矿业、能源与工业部长，后于2011年4月至2012年4月担任财政部长。自2015年起他长期担任总统办公厅主任。

## 职业生涯
在阿马杜·谢夫于1991年11月7日组建的过渡政府中，默罕默杜被任命为矿业、能源、工业与手工业部长，随后在1993年1月31日的内阁改组中继续留任原职。1993年2月举行的多党选举标志着过渡期的结束，在随后于1993年4月23日组建的新政府中，默罕默杜未被纳入内阁。他之后在1993年至1998年间担任西非国家经济共同体执行秘书爱德华·本杰明领导下的副执行秘书，之后担任路德会世界救援组织驻西非地区代表。
2011年1月至3月，尼日尔争取民主与社会主义党主席穆罕默杜·伊素福在总统选举中获胜并就任后，乌胡穆杜·默罕默杜于2011年4月21日被任命为财政部长。
默罕默杜担任财政部长的时间不到一年，于2012年4月2日被免职。同月，他被任命为尼日尔非洲国际银行总经理，这是一家重要的银行。
默罕默杜于2015年6月4日被任命为总统办公厅主任。伊素福在第二任期宣誓就职后，默罕默杜于2016年4月11日得以留任。